# Edwin R. Phillips
Edwin R. Phillips (enero de 1872 – 30 de agosto de 1915) fue un actor y director cinematográfico de nacionalidad estadounidense, activo en la época del cine mudo. 
Nacido en Providence, su nombre completo era Edwin Roland Phillips. Falleció en el barrio de Brooklyn, en la ciudad de Nueva York, a causa de una enfermedad cardiaca complicada con una neumonía.

## Selección de su filmografía

### Actor
- The Life of Napoleon, de J. Stuart Blackton (1909)
- Napoleon, the Man of Destiny, de J. Stuart Blackton (1909)
- He Couldn't Dance, But He Learned (1909)
- A Pair of Schemers; or, My Wife and My Uncle (1910)
- Taming a Grandfather (1910)
- The Call of the Heart (1910)
- Convict No. 796
- He Who Laughs Last (1910)
- A Tale of Two Cities, de Charles Kent (o William Humphrey?) (1911)
- Thou Shalt Not Kill, de Hal Reid (1913)
- The Skull, de William V. Ranous (1913)
- Beau Brummel, de James Young (1913)
- Dr. Crathern's Experiment, de Van Dyke Brooke (1913)
- For Another's Crime (1913)